# FC Nõmme United
El FC Nõmme United es un equipo de fútbol de Estonia que juega en la Meistriliiga, la primera división de fútbol en el país.

## Historia
Fue fundado en el año 2000 en la ciudad de Nomme del distrito de Tallin iniciando en la V liiga, la que era la sexta división nacional.
En un lapso de dos años logra dos ascensos consecutivos que lo llevan a jugar en la III liga, la que fue la tercera división nacional, donde jugó por tres temporadas hasta lograr el ascenso a la II liiga en 2004.
En 2009 es campeón de la zona suroeste de la II liiga pero no obtiene el ascenso al ser excluido de la Esiliiga, permaneciendo los siguientes ocho años en la categoría hasta ascender a la Esiliiga B para la temporada 2017. En dos temporadas es campeón de tercera división y asciende por primera vez a la Esiliiga.

## Palmarés
- Esiliiga: 1

2023
- Esiliiga B: 1

2019
- II liiga: 2

2009, 2017
- III liiga: 1

2004
- IV liiga: 1

2001
- V liiga: 1

2000

## Entrenadores
- Tarmo Rüütli (2010-12)
- Erki Kesküla (2013-15)
- Martin Klasen (2016-)